# D. R. Harris & Co.

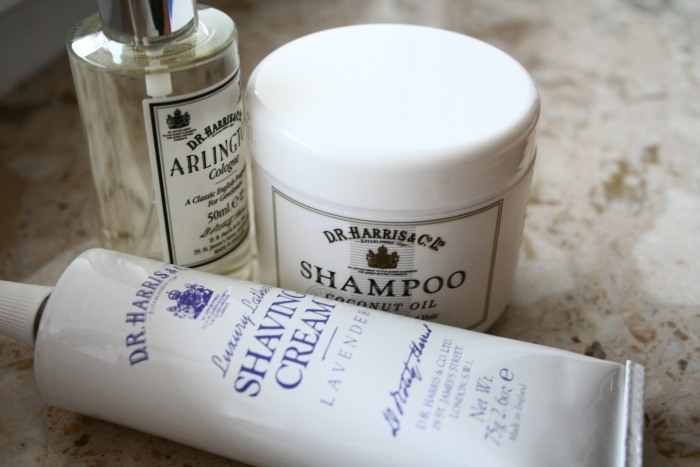
Productos originales de D. R. Harris: crema de afeitar de lavanda, champú y su colonia Arlington.

D. R. Harris & Co., o simplemente D. R. Harris, es una farmacia y perfumería londinense. Establecida en 1790 es una de las farmacias más viejas de Inglaterra.

## Historia
Con más de 200 años de historia, D. R. Harris ha permanecido en St James's Street como un negocio familiar. Como marca, está galardonada con una autorización real en honor al Príncipe Carlos de Gales. La empresa es reconocida por sus productos de alta calidad para hombre y mujer, los cuales incluyen: jabones para la ducha, preparaciones para el cuidado de la piel, colonias jabones y cremas de afeitar, y aceites para aromaterapia. D. R. Harris sigue fabricando la gran mayoría de sus productos completamente a mano con métodos tradicionalistas y se empaquetan en sus locales de Londres.

## Gama de fragancias
- Arlington: Quizá su fragancia más exitosa, consiste en suaves notas cítricas combinadas con helecho. La suavidad y frescura de esta fragancia la hacen ideal para el día, aunque es adecuada para toda ocasión.

- Marlborough: Es una fragancia varonil, mezcla de diversas maderas entre las que destacan cedro y sándalo con un toque humeante. Adecuada para toda ocasión.

- Lavanda: El agua de lavanda de D. R. Harris se hace a partir de la esencia natural de lavanda inglesa, revelando el verdadero aroma de los campos de lavanda al cual se le da un toque de almizcle para producir un aroma rico y duradero.

## Otros productos
D. R. Harris también es conocida por sus productos para el cabello, la piel e incluso jarabes medicinales.